# Медемблік
Медемблік (англ. Medemblik) — муніципалітет і місто в Нідерландах, у провінції Північна Голландія та регіоні Західна Фризія. Розташований безпосередньо на південь від польдера та колишнього муніципалітету Вірінгермер.

## Історія
Медемблік був процвітаючим торговим містом, коли в 1282 році Флоріс V, граф Голландії, успішно вторгся в Західну Фрісландію. Він побудував кілька фортець, щоб контролювати регіон, однією з яких був Кастел Радбуд у Медембліку, і надав Медембліку права міста в 1289 році. Після того, як Флоріс V був убитий у 1296 році, місцеві фризи взяли в облогу замок, але в 1297 році армія з Голландії зірвала їхні спроби вибити голодом жителів, серед яких були громадяни Медембліка.

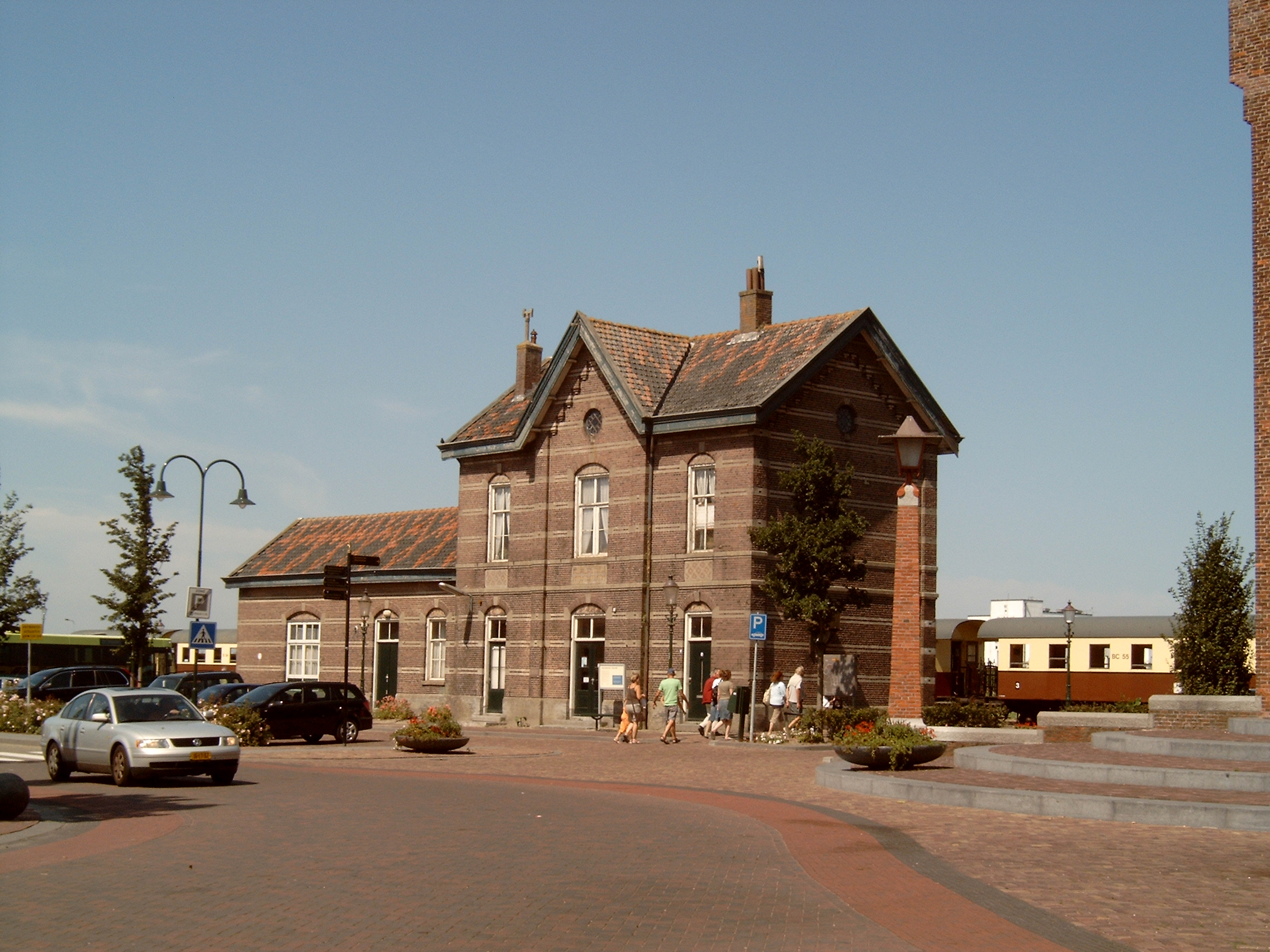
Медемблік. Залізнична трамвайна станція

Після того, як у 1572 році були побудовані міські стіни Медембліка, замок втратив свою роль притулку для городян, що призвело до його часткового демонтажу в 1578 році. Протягом століть замок прийшов у занепад, але в 1889 році він став власністю корони та був відновлений, щоб використовуватися як будівля суду, яку він виконував до 1934 року. Передбачаючи німецьке вторгнення, Рейксмузеум у вересні 1939 року обрав замок як початкове місце схованки «Нічної варти» Рембрандта.

## Туризм
Медемблік найбільш відомий у Європі своїми вітрильними заходами. Крім того, Медемблік має мальовниче маленьке містечко з багатьма будинками 17-го та 18-го століть, двома великими церквами, старим дитячим будинком, ратушею і, звичайно, замком Радбауд, який знаходиться на межі внутрішнього міста. У місті також знаходиться музей пари Медемблік, який розміщено в списаній насосній станції.

## Транспорт
Історична залізниця з'єднує Медемблік із Горном.

## Населені пункти муніципалітету
Місто
- Медемблік

Села
- Аббекерк
- Андейк
- Беннінгбрук
- Вадвай (частково)
- Верверсгоф
- Вогнюм
- Гауверт
- Звагдейк-Ост
- Звагдейк-Вест
- Ламбертсхаг
- Мідвауд
- Ніббіксвауд
- Ондердейк
- Оствауд
- Оппердус
- Сейбекарспел
- Твіск

Селище
- Бангерт

## Видатні особи
- Едіт ван Дейк (нар. 1973 р. в Гаастрехті) — нідерландська плавчиня, 6-разова чемпіонка світу.
- Івонн Спігт (народилася в 1988 році у Верверсхофі) — нідерландська ковзанярка та бігунка на роликових ковзанах.
- Ірен Шоутен (народилася в 1992 році в Андейку) — нідерландська ковзанярка, бронзова призерка зимових Олімпійських ігор 2018 року.